# Drăgușeni (Botoșani)
Drăgușeni è un comune della Romania di 2 769 abitanti, ubicato nel distretto di Botoșani, nella regione storica della Moldavia.
Il comune è formato dall'unione di 3 villaggi: Drăgușeni, Podriga, Sarata-Drăgușeni.